# Telepathy
Telepathy — программный каркас (framework), используемый для создания программного обеспечения мгновенного обмена сообщениями, IP-телефонии или видеоконференций. Telepathy позволяет создавать приложения c помощью компонентов через систему межпроцессного взаимодействия D-Bus. Разработка фреймворка с 2020 года практически не ведётся.
Telepathy лежит в основе программного обеспечения для обмена сообщениями и голосового/видео общения устройств на платформах Maemo (Nokia 770, N800, N810 и N900) и MeeGo.

## Компоненты

### Стабильные
- Gabble: для Jabber/XMPP, включая поддержку Jingle
- Salut: для бессерверного взаимодействия по локальной сети (Salut является расширением протокола Jabber/XMPP)
- Idle: для Internet Relay Chat
- Rakia (бывш. Telepathy-SofiaSIP): для Session Initiation Protocol (SIP), используя свободную библиотеку Sofia-SIP от Nokia

### Развивающиеся
- Haze: для доступа к протоколам, поддерживаемым библиотекой libpurple (Pidgin).
- Butterfly: для MSN Messenger
- Telepathy-ring: поддержка GSM через Ofono.
- Sunshine: Gadu-Gadu
- Telepathy-mixer: для MXit

### Мёртвые
- Wilde: An AOL/ICQ (Oscar)

### Статус неясен
- Spyke: для протокола Skype

Tubes — это механизм для поддержки передачи произвольных данных и удалённого межпроцессного взаимодействия.

## Поддерживаемые протоколы[2]
| Протокол                                        | Аудио | Видео | Передача файлов | Режим невидимости |
| ----------------------------------------------- | ----- | ----- | --------------- | ----------------- |
| AIM                                             | Нет   | Нет   | Нет             | Нет               |
| Gadu-Gadu                                       | Нет   | Нет   | Нет             | Да                |
| Groupwise                                       | Нет   | Нет   | Нет             | Нет               |
| ICQ                                             | Нет   | Нет   | Нет             | Нет               |
| IRC                                             | Нет   | Нет   | Нет             | Нет               |
| Jabber                                          | Да    | Да    | Да              | Да                |
| MSN                                             | Нет   | Нет   | Да              | Да                |
| Myspace                                         | Нет   | Нет   | Нет             | Нет               |
| QQ                                              | Нет   | Нет   | Нет             | Нет               |
| RSS/Atom                                        | Нет   | Нет   | Нет             | Нет               |
| Link-Local XMPP (People Nearby, Salut, Bonjour) | Нет   | Нет   | Да              | Нет               |
| Sametime                                        | Нет   | Нет   | Нет             | Нет               |
| SILC                                            | Нет   | Нет   | Нет             |                   |
| SIP                                             | Да    | Да    | Нет             | Нет               |
| Yahoo!                                          | Нет   | Нет   | Нет             | Нет               |
| Zephyr                                          | Нет   | Нет   | Нет             | Нет               |

## Принцип работы Telepathy
Реализация протокола предоставляет службу D-Bus, называемую менеджером соединений. Программы, работающие через Telepathy, используют его для создания соединений. После того, как соединение установлено, дальнейшее взаимодействие осуществляется через т. н. «каналы». Через них происходит обмен текстовыми сообщениями, информации о присутствии, а также возможно осуществление VoIP-вызовов.

## Приложения
- Decibel
- Empathy
- Tapioca